# 大日本軌道山口支社
大日本軌道山口支社（だいにっぽんきどうやまぐちししゃ）は、かつて国鉄山陽本線小郡駅（現・新山口駅）から分岐して、山口県山口市の山口駅までを結ぶ軽便鉄道を運営していた、大日本軌道（大軌）の支社である。

## 概要
山口市は、県庁所在地にもかかわらず鉄道が通らなかったことで発展から取り残されていたが、それを打開するために敷設されたのがこの路線であった。
しかし1908年（明治41年）の開業からわずか5年後には、国鉄山口線が敷設されたため廃止となった。廃止による補償金として79,874円現金交付がされた

## 路線データ
- 路線距離：小郡 - 山口間12.9km
- 軌間：762mm
- 停留所数：10
- 動力：蒸気

## 沿革
- 1907年（明治40年）
  - 6月28日 軌道特許状下付（湯田-新町間）[2]
  - 12月 山口軌道株式会社設立（取締役雨宮敬次郎）[3]
- 1908年（明治41年）
  - 7月10日 軌道特許状下付（湯田-山口間）[2]
  - 7月28日 大日本軌道設立し山口軌道を合併[4][5]
  - 10月15日 新町 - 湯田間開業[2]
  - 12月10日 湯田 - 山口（後の亀山）間開業[2]
- 1909年（明治42年）
  - 2月21日 小郡 - 新町間開業[2]
  - 11月22日 軌道特許状下付（新町-小郡間）[6]
- 1910年（明治43年）
  - 7月20日 亀山 - 山口間開業[6]。これまでの山口駅を亀山駅に改称
  - 11月16日 （旧）小郡 - （新）小郡間開業[6]。（旧）小郡駅廃止
- 1913年（大正2年）2月20日 山口線小郡 - 山口間開業に伴い廃止

## 停留所一覧
小郡 - 津市 - 新町 - 仁保津 -  和田橋 - 大歳 - 湯田 - 讃井 - 亀山 - 山口
『汽車汽船旅行案内』大正元年9月号

## 接続路線
- 小郡駅：国鉄山陽本線

## 運行状況
小郡-山口間を午前8本午後12本。所要時間は1時間
『汽車汽船旅行案内』大正元年9月号（復刻版 明治大正時刻表 新人物往来社）

## 輸送
| 年度                        | 乗客（人） |
| --------------------------- | ---------- |
| 1908（明治41年）            | 32,127     |
| 1909（明治42年）            | 239,564    |
| 1910（明治43年）            | 285,282    |
| 1911（明治44年）            | 348,900    |
| 1912（明治45年 - 大正元年） | 361,376    |
| 1913（大正2年）             | 81,343     |

- 鉄道院年報各年度版